# Orconectes rafinesquei
Orconectes rafinesquei är en kräftdjursart som beskrevs av Rhoades 1944. Orconectes rafinesquei ingår i släktet Orconectes och familjen Cambaridae. IUCN kategoriserar arten globalt som livskraftig. Inga underarter finns listade i Catalogue of Life.